# Вооружённые силы Панамы
Общественные силы Республики Панамы (исп. Fuerza Pública de la República de Panamá) — национальные силы безопасности Панамы. Панама является второй страной в Латинской Америке после Коста-Рики, которая окончательно упразднила постоянную армию.
В настоящее время в состав Общественные силы входят:
- Национальная пограничная служба (исп. Servicio Nacional de Fronteras)
- Национальная полиция Панамы (исп. Policía Nacional de Panamá)
- Национальная воздушная и морская служба (исп. Servicio Nacional Aeronaval):

- Национальная воздушная служба (исп. Servicio Aéreo Nacional)
- Национальная морская служба (исп. Servicio Marítimo Nacional)

- Служба институциональной защиты (исп. Institutional Protection Service)

## История
Первые вооружённые отряды на территории Панамы были созданы в ноябре 1821 года, во время войны за независимость испанских колоний, но после окончания войны они были расформированы или вошли в состав вооружённых сил Великой Колумбии.
В 1846 году под давлением со стороны США правительство Новой Гранады подписало договор «о мире, дружбе, торговле и мореплавании», в соответствии с которым США взяли на себя обязательства «гарантировать нейтралитет Панамского перешейка» и «способствовать сохранению суверенных прав правительства Новой Гранады над Панамским перешейком». В 1856 году, после окончания строительства железной дороги, солдаты США впервые высадились в Панаме. С этого времени, на протяжении почти 50 лет США сохраняли военное присутствие в Панаме (в виде присутствия в портах кораблей военно-морского флота) и несколько раз высаживали десанты.

### 1903—1989
Во время гражданской войны в Колумбии между либералами и консерваторами, США направили к берегам Панамы боевые корабли военно-морского флота «для защиты интересов и собственности США в зоне Панамского канала». 2 ноября 1903 года корабли США встали на рейде у города Панама, 3 ноября 1903 года здесь было провозглашено создание независимого от Колумбии государства Панама, а 6 ноября 1903 года государство Панама было признано США. На сторону сепаратистов перешли находившиеся в Панаме подразделения колумбийской армии.
18 ноября 1903 года между Панамой и США был подписан договор, в соответствии с которым США получили право «на вечные времена» размещать вооружённые силы на территории Панамы и «обеспечивать контроль» над Панамским каналом. В 1904 году право США размещать вооружённые силы на территории Панамы было закреплено в конституции Панамы.
В 1917 году, после того как США вступили в Первую мировую войну, Панама объявила войну Германии (однако непосредственного участия в боевых действиях вооружённые силы Панамы не принимали).
В 1918 году США оккупировали города Панаму и  Колон под предлогом «наблюдения за порядком», в 1918—1920 гг. — оккупировали провинцию Чирика.
В начале 1921 года правительство Коста-Рики выдвинуло территориальные претензии к правительству Панамы и 21 февраля 1921 года предприняло попытку занять спорные территории на Тихоокеанском побережье (предлогом являлось решение международного арбитража 1914 года). В ходе боевых действий в районе реки Кото панамцы захватили коста-риканское судно "Sultana" (на котором были захвачены один пулемёт, 25 магазинных винтовок "маузер" и 6000 патронов), ещё несколько винтовок "спрингфилд" обр. 1903 года панамцы захватили в боях с коста-риканской армией. После вмешательства США, 5 марта 1921 года боевые действия были прекращены, подразделения армии Коста-Рики были выведены с территории Панамы.
В феврале 1925 года на принадлежавших Панаме островах Сан-Блас началось восстание индейцев, в организации которого принял участие поверенный США в Панаме Ричард Марш. Индейские вожди составили манифест, в котором провозгласили о создании «Республики Туле» под протекторатом США. В марте 1925 года восстание индейцев было подавлено, парламент Панамы потребовал от США наказать Ричарда Марша, но США оставили это требование без ответа.
После начала Второй мировой войны, в сентябре 1939 года по инициативе США в Панаме состоялось консультативное совещание министров иностранных дел стран Американского континента, которое приняло декларацию о нейтралитете стран западного полушария. В октябре 1939 года президент США Ф. Рузвельт подписал план «Rainbow-1», в соответствии с которым США начали наращивание своих сил в Панаме.
После японского нападения на Пёрл-Харбор, в начале декабря 1941 года Панама объявила войну Германии и Японии, однако непосредственного участия в боевых действиях во Второй мировой войне не принимала.
В 1942 году была создана национальная милиция.
18 мая 1942 года США и Панама подписали договор, в соответствии с которым правительство Панамы «на время войны» предоставило США в аренду земельные участки общей площадью 15 тыс. гектаров для строительства 134 военных баз и военных объектов, с условием, что эти земли будут возвращены не позднее чем через год после окончания войны. После окончания Второй мировой войны США не стали возвращать полученные в аренду земли, а 10 декабря 1947 года между США и Панамой было подписано «соглашение Филоса — Хайнса», в соответствии с которым США получали право оккупировать всю территорию страны и устанавливать контроль над дорогами.
Подписание соглашения вызвало массовые протестные выступления, и 22 декабря 1947 года «соглашение Филоса — Хайнса» было расторгнуто. Переданные США в 1942 году земельные участки были возвращены Панаме только после серии массовых протестных выступлений населения в 1947—1949 гг..
В 1946 году в зоне Панамского канала, на территории американской военной базы Форт-Амадор был создан «Латиноамериканский тренировочный центр» (англ. Latin American Training Center – U.S. Ground Forces). В дальнейшем, в 1949 году центр был расширен, перемещён на территорию американской военной базы Форт-Гулик, а в 1963 году получил новое название — «Школа Америк» (U.S. Army School of the Americas). Под руководством американских военных инструкторов, в «Школе Америк» проходили обучение военнослужащие панамской армии, а также военнослужащие других стран Латинской Америки.
В сентябре 1947 года в Рио-де-Жанейро был подписан Межамериканский договор о взаимной помощи, к которому присоединилась Панама.
В декабре 1953 года национальная милиция была преобразована в Национальную гвардию (Guardia Nacional). По состоянию на 1953 год, общая численность Национальной гвардии составляла 2000 военнослужащих, на вооружении имелось стрелковое оружие иностранного производства. Кроме того, в соответствии с конституцией, предусматривалась возможность мобилизации мужчин в случае начала войны.
В 1956 году Панама приняла участие в миротворческой операции ООН на Ближнем Востоке, в ходе которой погиб 1 военнослужащий Панамы (находившийся в составе сил UNEF на территории Египта).
В 1960-е годы Панама входила в состав Центральноамериканского совета обороны (CONDECA, Consejo de Defensa Centroamericana).
В период с 1963 до 1969 года США передали Панаме по программе военной помощи (Military Assistance Program) 917 шт. карабинов M1 и M2.
В октябре 1968 года подразделения Национальной гвардии участвовали в военном перевороте, в результате которого пост президента занял генерал Омар Торрихос.
В 1970 году Торрихос отказался продлить соглашение с США о аренде военной базы в Рио-Ато (последней военной базы США за пределами зоны Панамского канала) и в августе 1970 года Рио-Ато была эвакуирована (однако в зоне Панамского канала остались 14 военных баз и военно-учебных центров США).
В 1972 году общая численность Национальной гвардии составляла 5 тыс. человек (с учётом иных военизированных формирований — до 6 тыс. человек), на вооружении которых имелось стрелковое оружие.
В 1976 году Панама стала участником Движения неприсоединения. По состоянию на 1977 год, общая численность войск внутренней охраны и иных военизированных организаций составляла 11 тыс. человек, на вооружении которых имелось стрелковое оружие.
В июле 1980 года спортсмены-военнослужащие Панамы посетили Кубу (и приняли участие в марафоне, посвящённом годовщине штурма казарм Монкада вместе с военнослужащими Кубы, Анголы и Эфиопии - не обращая внимание на санкции США). 
В сентябре 1983 года на основе подразделений Национальной гвардии были созданы Силы обороны Панамы (исп. Fuerzas de Defensa de la República de Panamá).
В 1984 году правительство Панамы настояло на закрытии расположенной в зоне Панамского канала «Школы Америк», которая была переведена на территорию США.
В марте 1988 года командующий панамской армией, генерал Мануэль Норьега отдал приказ о создании из добровольцев ополченческих батальонов «Дигнидад», которые предполагалось использовать в случае вторжения США или антиправительственного мятежа. Общее командование батальонами осуществлял Benjamín Colamarco Patiño. Для вооружения ополченцам было передано стрелковое оружие со складов Национальной гвардии и полиции.
В начале октября 1989 года была предотвращена попытка военного переворота с целью захвата власти. 4 октября 1989 группа офицеров, которых возглавлял майор Моисес Херарди, захватили центральные казармы, призвали по радио других военных и население страны поддержать их и арестовать М. Норьегу. Непосредственно перед началом мятежа, утром 4 ноября 1989 года бронетехника и подразделения войск США выдвинулись из мест постоянной дислокации в зоне Панамского канала и перекрыли Панамериканское шоссе, а также блокировали место расположения находившегося возле захваченных центральных казарм батальона панамской армии. Тем не менее, личный состав нескольких подразделений панамской армии быстро окружил захваченные центральные казармы и после перестрелки (в которой были убиты десять участников мятежа, в том числе - его руководитель М. Херарди) заговорщики сдались. Подразделения войск США вернулись в зону Панамского канала. В дальнейшем, обстановка в стране оставалась спокойной (но по распоряжению правительства Панамы, был введён комендантский час, а улицы начали патрулировать усиленные наряды полиции и армейских подразделений), а М. Норьега выступил с речью, в которой обвинил власти США в причастности к попытке устроить путч. После этого, министр обороны США Р. Чейни в интервью телекомпании CBS заявил, что США не имели отношения к происшедшим в Панаме событиям, а выдвинутые из зоны Панамского канала подразделения войск США "проводили военные учения в соответствии с ранее утверждённым планом".
31 октября 1989 года правительство Панамы приняло решение о увеличении численности вооружённых сил (за счёт формирования из добровольцев новых батальонов «Дигнидад»). В общей сложности, до декабря 1989 года в батальоны вступило около 5 тыс. человек.
В декабре 1989 года, непосредственно перед началом вторжения США в Панаму, вооружённые силы Панамы насчитывали 12 тыс. военнослужащих:
- сухопутные силы — 11,5 тыс. военнослужащих (7 пехотных рот, 1 воздушно-десантная рота и несколько батальонов ополченцев), на вооружении которых имелись 28 бронемашин, стрелковое оружие и противотанковые средства[20];
- военно-воздушные силы — 200 военнослужащих, 23 самолёта и 20 вертолётов[20];
- военно-морские силы — 300 военнослужащих и 8 патрульных катеров[20].

### После 1989
В результате вторжения США вооружённые силы Панамы прекратили своё существование, после окончания боевых действий военнослужащие панамской армии были разоружены, а их оружие — захвачено армией США. В дальнейшем, началось уничтожение изъятого оружия. По официальным данным государственного департамента США, всего до конца 1991 года на территории страны было уничтожено 77 553 единицы огнестрельного оружия.
10 февраля 1990 года президент Панамы Гильермо Эндара объявил о расформировании вооружённых сил.
В октябре 1994 года законодательная ассамблея приняла закон о запрете создания вооружённых сил и создании «гражданских сил безопасности» (Fuerza Pública de la República de Panamá).
7 октября 1998 года Панама присоединилась к Конвенции о запрете противопехотных мин.
В 2008 году морская и авиационная служба были объединены в единую Национальную авиационную и морскую службу. 12 августа 2008 года была учреждена Национальная пограничная служба.
В апреле 2010 года было создано Министерство общественной безопасности (Ministerio de Seguridad Pública), которому были подчинены все вооружённые военизированные формирования.

## Современное состояние

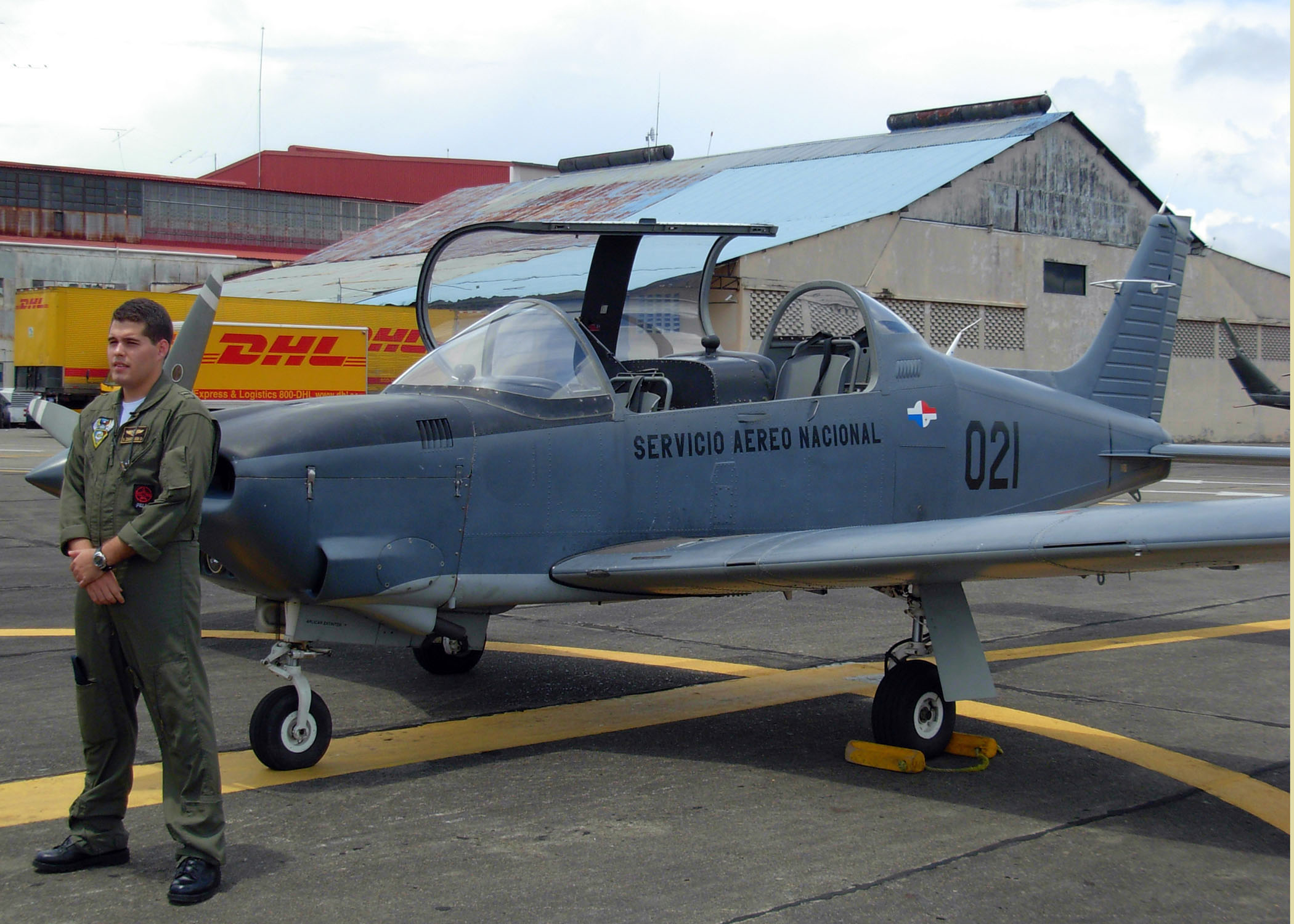
пилот авиационной службы Панамы у самолёта T-35D (1 сентября 2007)

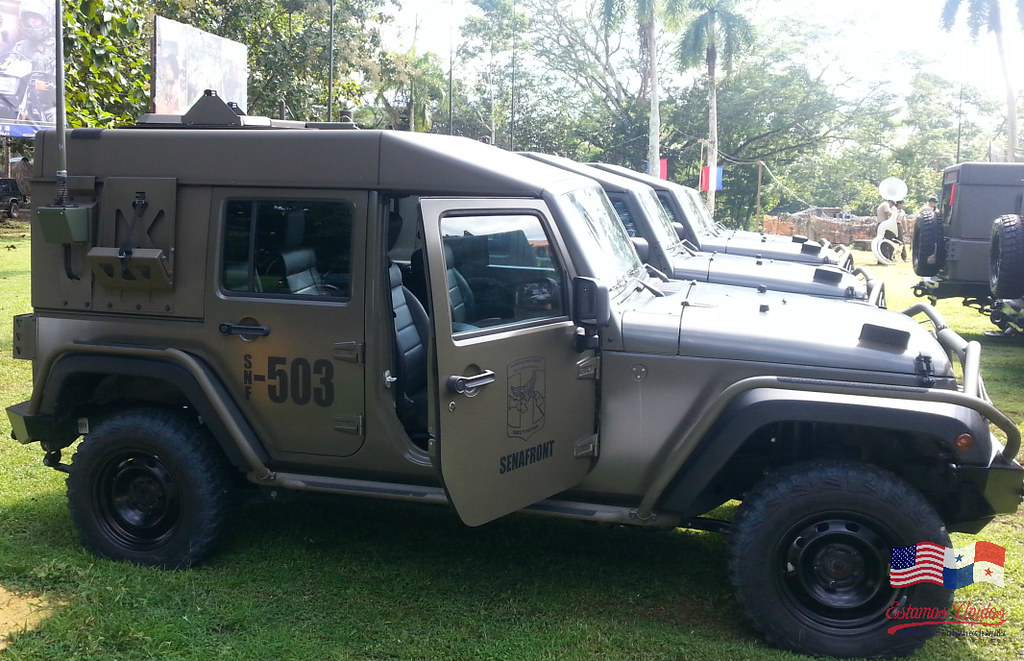
бронеавтомобили "Jeep J8" (2 апреля 2020)

По состоянию на 2011 год, военный бюджет составлял 230 млн долларов США. Вооружённых сил не имелось, общая численность вооружённых военизированных формирований составляла 12 тыс. человек.
- Национальная полиция[англ.]: 11 тыс. человек (один батальон президентской гвардии, один батальон и 8 рот военной полиции, 18 рот полиции и подразделение специального назначения U.F.E.C.)
- Авиационная служба: 400 человек, 15 лёгких и транспортных самолётов (пять CASA C-212M, шесть T-35D «Pillán», один BN-2B, один PA-34, один Cessna 172, один Cessna 152), а также 22 вертолёта (один S-76C, тринадцать UH-1H, шесть Bell 212 и два Bell 205)[24]
- Морская служба: 600 человек, 5 больших и 13 малых патрульных катеров, а также 9 вспомогательных кораблей и катеров[24]

С 2019 года у пограничной охраны есть несколько невооружённых бронированных автомобилей "Jeep J8" производства США.
По состоянию на начало 2022 года вооружённых сил не имелось, общая численность вооружённых военизированных формирований составляла 27,7 тыс. человек (20 тыс. в составе полиции, 4 тыс. — в пограничной службе, 3,7 тыс. — в авиационной и морской службе).

## Дополнительная информация
- с 2000 года профессиональным праздником Национальной полиции Панамы является «День полиции» (исп. El Día del Policía).